# Biatlon op de Olympische Winterspelen 2006 - Individueel vrouwen
De 15 kilometer individueel vrouwen tijdens de Olympische Winterspelen 2006 vond plaats op maandag 13 februari 2006. 
Hoe snel de kansen per deelnemer gedurende een wedstrijd kunnen verschillen bleek eens te meer tijdens de 15 kilometer individueel. Aanvankelijk leek Kati Wilhelm samen met de andere Duitse favorieten voor een mogelijke sweep kunnen zorgen. Zowel Wilhelm, Andrea Henkel en Uschi Disl die alle drie vroeg startten bleven foutloos na twee schietbeurten.
Wilhelm hield het zelfs drie ronden foutloos vol. Ook de later gestarte Martina Glagow zette in de eerste schietbeurten een goede prestatie neer. Achter de Duitsers waren het voornamelijk drie Russinnen en Liv Grete Poirée die meestreden om de medailles. Nadat de leidster in de wedstrijd Kati Wilhelm bij de laatste schietbeurt driemaal in de fout ging stegen de kansen voor de Russinnen, even daarvoor waren Andrea Henkel en Uschi Disl ook meerdere malen in de fout gegaan bij het schieten.
De tot dan toe nog foutloze Noorse Liv Grete Poirée kwam bij de vierde schietbeurt als eerste door, maar ook zij faalde met drie missers. Svetlana Isjmoeratova die tot dan toe slechts één maal miste bleef wel foutloos in de vierde ronde en verbeterde de eerste tijd met stip. Even later greep Albina Achatova de tweede plaats en leken opeens de Russinnen te kunnen zorgen voor een sweep, toen ook Olga Pyljova na de vierde schietronde als tweede doorkwam. Martina Glagow wist echter de Duitse eer te redden door Achatova alsnog van het podium te stoten.
Enkele dagen later werd Olga Pyljova betrapt op het gebruik van doping. Zij moest derhalve haar zilveren medaille inleveren en tevens wacht haar een schorsing. Martina Glagow schoof op naar het zilver en Albina Achatova ontving alsnog het brons.
| Titelverdedigster | Andrea Henkel | Duitsland |
| ----------------- | ------------- | --------- |

## Uitslag
| Rang   | Naam                  | Land        | Tijd     |
| ------ | --------------------- | ----------- | -------- |
| Goud   | Svetlana Isjmoeratova | Rusland     | 49:24.1  |
| Zilver | Martina Glagow        | Duitsland   | + 1:10.8 |
| Brons  | Albina Achatova       | Rusland     | + 1:30.9 |
| 4      | Andrea Henkel         | Duitsland   | + 2:22.2 |
| 5      | Krystyna Pałka        | Polen       | + 2:26.6 |
| 6      | Sandrine Bailly       | Frankrijk   | + 2:34.1 |
| 7      | Olga Nazarova         | Wit-Rusland | + 2:35.5 |
| 8      | Natalia Levtchenkova  | Moldavië    | + 2:47.6 |
| 9      | Liv Grete Poirée      | Noorwegen   | + 2:57.9 |
| 10     | Madara Liduma         | Letland     | + 3:03.1 |
| 11     | Ekaterina Dafovska    | Bulgarije   | + 3:21.0 |
| 12     | Uschi Disl            | Duitsland   | + 3:25.6 |
| 13     | Tora Berger           | Noorwegen   | + 3:29.3 |
| 14     | Olena Zoebrilova      | Wit-Rusland | + 3:31.5 |
| 15     | Anna Carin Olofsson   | Zweden      | + 3:31.7 |